# Bayerbach (Rottal-Inn)
Bayerbach (Rottal-Inn) este o comună din landul Bavaria, Germania.
1. ↑  Amtliches Ortsverzeichnis für Bayern, p. 218